# Giro delle Fiandre 2007
Il Giro delle Fiandre 2007, novantunesima edizione della corsa, si disputò l'8 aprile 2007 e venne vinta dall'italiano Alessandro Ballan.
Questa edizione era valida come prova dell'UCI ProTour.

## Squadre partecipanti
| N.      | Cod. | Squadra               |
| ------- | ---- | --------------------- |
| 1-8     | QSI  | Quick Step-Innergetic |
| 11-18   | PRL  | Predictor-Lotto       |
| 21-28   | UNI  | Unibet.com            |
| 31-38   | CSC  | Team CSC              |
| 41-48   | GCE  | Caisse d'Epargne      |
| 51-58   | EUS  | Euskaltel-Euskadi     |
| 61-68   | SDV  | Saunier Duval-Prodir  |
| 71-78   | A2R  | AG2R Prévoyance       |
| 81-88   | BTL  | Bouygues Télécom      |
| 91-98   | COF  | Cofidis               |
| 101-108 | C.A  | Crédit Agricole       |
| 111-118 | FDJ  | Française des Jeux    |
| 121-128 | GST  | Gerolsteiner          |

| N.      | Cod. | Squadra                |
| ------- | ---- | ---------------------- |
| 131-138 | TMO  | T-Mobile Team          |
| 141-148 | LAM  | Lampre-Fondital        |
| 151-158 | LIQ  | Liquigas               |
| 161-168 | MRM  | Team Milram            |
| 171-178 | RAB  | Rabobank               |
| 181-188 | AST  | Astana Team            |
| 191-198 | DSC  | Discovery Channel      |
| 201-208 | JAC  | Topsport Vlaanderen    |
| 211-218 | LAN  | Landbouwkrediet        |
| 221-228 | WIE  | Team Wiesenhof-Felt    |
| 231-238 | TCS  | Tinkoff Credit Systems |
| 241-248 | SKS  | Skil-Shimano           |

## Ordine d'arrivo (Top 10)
| Pos. | Corridore         | Squadra       | Tempo    |
| ---- | ----------------- | ------------- | -------- |
| 1    | Alessandro Ballan | Lampre        | 6h10'15" |
| 2    | Leif Hoste        | Predictor     | s.t.     |
| 3    | Luca Paolini      | Liquigas      | a 5"     |
| 4    | Karsten Kroon     | CSC           | s.t.     |
| 5    | Vladimir Gusev    | Discovery Ch. | s.t.     |
| 6    | Tomas Vaitkus     | Discovery Ch. | a 13"    |
| 7    | Nick Nuyens       | Cofidis       | s.t.     |
| 8    | Dmitrij Murav'ëv  | Astana        | s.t.     |
| 9    | Michael Boogerd   | Rabobank      | s.t.     |
| 10   | Stuart O'Grady    | CSC           | a 35"    |